# Liu Fan
Liu Fan (1961-14 de febrero de 2020) fue subdirectora de enfermería del Hospital Wuchang en Wuhan, Hubei, China. Fue la primera enfermera en morir por infección por SARS-CoV-2, a la edad de 59 años.
Su muerte provocó fuertes reacciones en Internet en China. Tanto sus padres como su hermano murieron por el coronavirus antes que ella, lo que llevó a muchos a caracterizar sus muertes como "extinción familiar" (灭门). Muchos vieron sus condiciones de trabajo durante el brote como inaceptables. Inicialmente, la noticia de su muerte fue declarada un "rumor inventado". Por separado, la muerte de su hermano, Chang Kai, un reconocido director, había recibido fuertes reacciones en Internet y amplias conmemoraciones. Las respuestas iniciales del hospital a su muerte provocaron fuertes críticas, lo que obligó al hospital y al gobierno de Wuhan a emitir respuestas especiales para abordar y explicar las circunstancias de su muerte.

## Vida
En 2016, Liu fue recontratada por la sala de inyección para pacientes externos del Hospital Wuchang después de alcanzar la edad de jubilación. En 2017, debido a la cancelación de la sala de inyección para pacientes ambulatorios, fue asignada al hospital de Liyuan Street Community Health Service Center debajo del hospital como enfermera de la sala de inyección. Liu permaneció de servicio antes del 2 de febrero de 2020. El 7 de febrero le diagnosticaron Covid-19 en el distrito hospitalario occidental del Hospital Wuchang y fue ingresada en el hospital para recibir tratamiento el mismo día. El 12 de febrero, Liu fue transferida a la unidad de cuidados intensivos del distrito hospitalario del este del Hospital Wuchang. Con relativamente muchas condiciones subyacentes, su condición empeoró progresivamente. Murió a las 18:30 el 14 de febrero de 2020 a la edad de 59 años.
El hospital Wuchang expresó sus condolencias por su muerte. El hermano menor de Liu, Chang Kai, era el director del Departamento de Enlace Externo de Hubei Film Studio. Antes de la muerte de Liu Fan, sus padres y su hermano también murieron por el coronavirus. Su esposo y su hija estaban siendo aislados sin signos de infección.

## Controversias después de la muerte
Las noticias de su muerte inicialmente circularon rápidamente en Internet, ya que supuestamente no tenía acceso a equipos de protección básicos mientras trataba a pacientes con el altamente infeccioso COVID-19, y sus padres habían muerto a causa del virus. Su muerte también recibió considerable atención, ya que fue la primera enfermera en morir por COVID-19, permaneció de servicio durante la semana del Año Nuevo Chino y murió el día de San Valentín con sus padres muertos por el virus y su único hermano en la UCI. Posteriormente, esto fue declarado como "rumor inventado" por los censores oficiales, quienes dijeron que ninguna de las afirmaciones eran ciertas y denunció a quienes publicaron la noticia como "dirigida por potencias extranjeras".
Los detalles fueron luego confirmados como verdaderos. Esto provocó mayores reacciones cuando ella y el famoso director Chang Kai fueron vinculados como hermanos. Sus primeras noticias de muerte habían atraído la atención general y fuertes reacciones, ya que las cuatro personas de su familia habrían muerto por la misma infección debido a la falta de camas, dejando solo a su hijo que se salvó porque estaba estudiando en el Reino Unido, y sus amigos publicaron su voluntad firme y sincera de abordar sus circunstancias.
Otra controversia surgió en torno a su muerte cuando su hospital fue acusado de deshumanizarla, de menospreciar la profesión y de culparla implícitamente de su muerte. Las frases del hospital en una entrevista como "ella era simplemente una enfermera que inyectaba", "el hospital no la colocó en un trabajo de primera línea" y "el hospital exige estrictamente que todo el personal tome buenas protecciones personales" dejó fuertes críticas. El gobierno de la ciudad de Wuhan se vio obligado a emitir una declaración pública en respuesta a sus circunstancias.